# 엷은목세발가락나무늘보
엷은목세발가락나무늘보(Bradypus tridactylus)는 콜롬비아, 베네수엘라, 가이아나, 브라질의 열대우림의 꼭대기에 사는 세발가락나무늘보속에 속하는 4종중 하나이다. 몸길이는 50~60cm이며 밖으로 튀어나온 귀의 부분과 꼬리가 거의 없다. 그리고 팔은 길고 약하며, 털에는 녹색 박테리아가 자라, 몸을 숨기는 것을 돕는다.